# Hanna Jaff

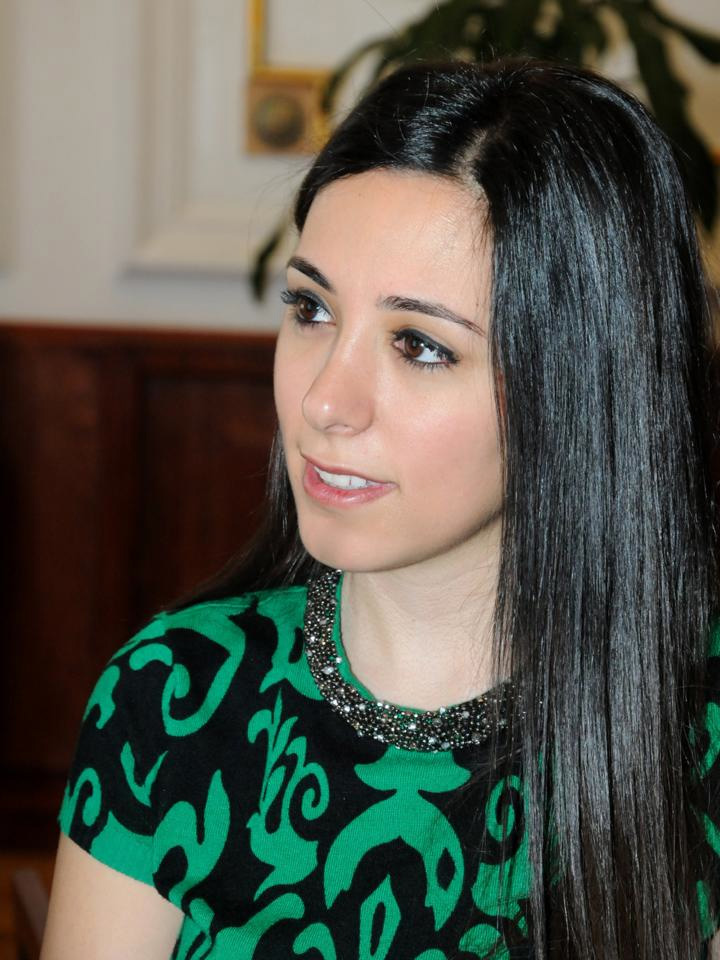
Hanna Jaff Bosdet (2014)

Hanna de Borja Queipo, Marquise von Guadiaro; (geboren als Hanna Jazmin Jaff Bosdet; 4. November 1986 in San Diego) ist eine Fernsehpersönlichkeit, Politikerin, Philanthropin, Filmproduzentin und Aktivistin.

## Frühes Leben und Ausbildung
Hanna Jaffs Familie gehört väterlicherseits dem kurdischen Stamm der Dschaf an. Sie ist väterlicherseits ein Nachkomme von Mohamed Pasha Jaff und mütterlicherseits ein Nachkomme von Carlos Henry Bosdet. Ihre Mutter wurde in Mexiko geboren.
Nach ihrem Highschool-Abschluss in San Diego erwarb Jaff an der National University (California) in San Diego einen Bachelor of Arts in Psychologie mit den Nebenfächern Strafjustiz und Politikwissenschaften. Später erwarb sie einen Master-Abschluss in Internationalen Beziehungen an der Harvard Extension School in Cambridge (Massachusetts). Außerdem besuchte sie zeitweise Lehrveranstaltungen an der Sorbonne in Paris, am King’s College in London und an der Columbia University in New York.

## Philanthropie und Aktivismus
Jaff war Rednerin bei drei TEDx-Talks-Veranstaltungen in Mexiko sowie Diskussionsteilnehmerin am Milken Institute und bei den Vereinten Nationen.
Im Jahr 2013 gründete sie eine gemeinnützige Organisation, die Jaff Foundation for Education, um Einwanderern und Flüchtlingen Englisch beizubringen. Die Organisation führt Wohltätigkeitsveranstaltungen durch. Sie hat Antidiskriminierungskampagnen zur Unterstützung von Einwanderern und Flüchtlingen gestartet. Seit 2016 gibt es Standorte in allen größeren Bundesstaaten Mexikos, und mehr als 7.000 aktive Freiwillige arbeiten für sie, was mehr als 120.000 Menschen zugutekommt. Zu diesem Zweck hat Jaff vier autodidaktische Englischbücher im Selbstverlag veröffentlicht und Stipendien geschaffen, die von der Stiftung an Studierende vergeben werden.
Im Jahr 2013 organisierte sie das erste kurdische Festival in Mexiko, das größte derartige Festival außerhalb Kurdistans.
2017 brachte Jaff eine Bekleidungslinie unter dem Markennamen „We Are One“ auf den Markt, um die Opfer des Krieges im Nahen Osten zu unterstützen.
Im Jahr 2021 wurde Jaff zur „Botschafterin der Freundlichkeit“ für die globale UNESCO-Kampagne MGEIP ernannt.
2022 war sie ausführende Produzentin eines Animationsfilms: „Águila y Jaguar: Los Guerreros Legendarios“.

## Politisches Engagement
Zwischen 2013 und 2018 hatte Jaff mehrere landesweite politische Positionen in der Institutionellen Revolutionären Partei in Mexiko inne, darunter stellvertretende Sekretärin für Migranten, stellvertretende Sekretärin für Beziehungen zur Zivilgesellschaft, unter anderem:
- 2017–2018: Untersekretärin für Beziehungen zur Zivilgesellschaft im Nationalen Exekutivkomitee der Institutional Revolutionary Party.[28]
- 2014–2015: Nationale Generalsekretärin der Expresión Juvenil Revolucionaria in der Institutional Revolutionary Party.[29][30]
- 2013–2015: Untersekretärin für Einwanderer im Nationalen Exekutivkomitee der Institutional Revolutionary Party.[31]
- 2013–2014: Generalsekretärin für Sozialmanagement der Frente Juvenil Revolucionario.[32]

## Auszeichnungen
Jaff wurde u. a. als „Ehrenbeauftragte der Garmiyan Kurdistan für Lateinamerika“ ausgezeichnet. Weitere Auszeichnungen sind:
- „100 einflussreichste Frauen in Mexiko 2022“ von Forbes.
- „100 einflussreichste Frauen in Mexiko 2019“ von Forbes.
- „30 unter 30“ erfolgreichste Mexikanerinnen von der Zeitschrift Entrepreneur.

## Privates
Jaff heiratete Harry Roper-Curzon im Februar 2020 und ließ sich zwei Jahre später von ihm scheiden. Sie berichtete über Diskriminierung, finanzielle Erpressung und häusliche Gewalt durch ihren Ex-Mann und dessen britische Familie.
Im September 2022 heiratete sie Francisco de Borja Queipo de Llano, Granden von Spanien, den 6. Marquis von Guadiaro, Ritter der Königlichen Maestranza der Kavallerie von Granada und Erbe des Grafen von Toreno.